# Óriásvöcsök
Az óriásvöcsök (Podilymbus gigas) a vöcsökalakúak (Podicipediformes) rendjébe, ezen belül a vöcsökfélék (Podicipedidae) családjába tartozó faj volt. 1989-ben kihalt.
Életmódja és kihalásának folyamata jól ismert Anne LaBastille amerikai biológusnőnek köszönhetően, aki több mint 25 éven át tanulmányozta a fajt.

## Előfordulása
Guatemalában, az 1700 méter feletti magasságban található Atitlan-tavon élt.

## Megjelenése
Közeli rokonságban állt az Észak- és Dél-Amerika szerte általánosan elterjedt gyűrűscsőrű vöcsökkel. Megjelenése nagyon hasonlított arra, csak nagyjából kétszer akkora volt. A fajra a 46-50 centiméteres átlagos testhossz volt a jellemző.

## Szaporodása
Fészekalja 4-5 fehér tojásból állt.

## Kihalása
Mivel csak egyetlen hegyvidéki tóban élt, valószínűleg sosem voltak nagy állományai, ám egészen a 20. század közepéig egyáltalán nem volt ritka faj. Megritkulásának folyamata 1958-ban kezdődött, amikor a horgászturizmus fellendítése érdekében és a helyi fehérjeszükséglet fedezésének okán idegen halfajokat telepítettek a tóba. Ezek, ragadozók lévén, elfogyasztották a vöcsök táplálékát jelentő apró vízi szervezeteket, sőt a fiatal vöcskökre is veszélyt jelentettek. Emellett intenzíven irtották a tavat szegélyező nádast, a vöcskök szaporodó helyét is. 1983-ra már csak 32 egyedük élt, de aztán még tovább csökkent a számuk. 1989-re már csak kettő egyed maradt életben, de még ebben az évben ezek is eltűntek. Ekkortól számítják a fajt a kihalt élőlények közé.